# 朱楽菅江
朱楽 菅江（あけら かんこう、元文5年10月24日（1740年12月12日）? - 寛政10年12月12日（1799年1月17日））は、江戸時代後期の戯作者、狂歌師。大田南畝、唐衣橘洲と共に天明狂歌ブームを築き、狂歌三大家といわれた。本名は山崎景基（後に景貫と改名）、字は同甫・道父、通称は郷助。狂名は朱楽菅江（漢江）、俳号は貫立、号は朱楽館・准南堂・芬陀利華庵、戯作号は朱楽館主人。生年は1738年とも。

## 生涯
江戸牛込の生まれ。幕臣で内山椿軒に和歌を学ぶかたわら、雑俳にも親しんだ。狂歌は安永初め頃から、同門の大田南畝、唐衣橘洲、平秩東作らと始めた。妻の節松嫁々と朱楽連を結成し、狂歌界の巨頭として『故混馬鹿集』（1785年）『江戸爵』（1786年）の編者となる一方、1783年に『万載狂歌集』を編み、1785年に『狂言鶯蛙集』を発刊。1788年、和歌に近い立場で『鸚鵡盃』『八重垣縁結』を撰び、寛政期には和歌への傾斜を深め、1791年『狂歌大体』を著した。
戯作は大田南畝に刺激され、『売花新駅』（1777年）『大抵御覧』（1779年）『雑文穿袋』（1779年）を執筆。その後、川柳の牛込蓬莱連へ入り込み、1780年より『川傍柳』出版に協力し、初編に19句、2編に15句を収めている。

## 作品
- 『潮干のつと』（あけら菅江 編、喜多川歌麿 画）耕書堂蔦屋重三郎、c. 1790。
- 『売花新駅』（朱楽舘主人 作、桃江 画）新甲堂、1777年。
  - 「売花新駅」『徳川文芸類聚 第５洒落本』（国書刊行会 編）国書刊行会、1914年。
  - 「売花新駅」『徳川文芸類聚 第５洒落本』（国書刊行会 編）国書刊行会、1987年。
- 『雑文穿袋』駿河屋藤助、1779年。
  - 「雑文穿袋」『洒落本集成 第三巻』（北尾重政 画、尾崎久弥 編）春陽堂、1930年。
  - 「雑文穿袋」『洒落本大系 第三巻』（北尾重政 画、高木好次 等編）林平書店、1931年。
- 『大抵御覧』1779年。
  - 「大抵御覧」『洒落本大系 第三巻』（高木好次 等編）林平書店、1931年。
- 『鸚鵡盃』1788年。
  - 「鸚鵡盃」『江戸狂歌本選集 第3巻』（江戸狂歌本選集刊行会 編）東京堂出版、1999年。
- 『八重垣縁結』1788年。
  - 「八重垣縁結」『江戸狂歌本選集 第3巻』（江戸狂歌本選集刊行会 編）東京堂出版、1999年。
- 『万載狂歌集』（四方赤良共撰）青藜閣、須原屋仕入店、1783年。
  - 『万載狂歌集 天』（大田南畝、朱楽菅江 編）陸文堂、1885年。
  - 「萬載狂歌集」『狂歌狂文集』（国民文庫刊行会 編）国民文庫刊行会、1912年。
  - 『万載狂歌集』（四方赤良、朱楽菅江 編、野崎左文 校）岩波書店〈岩波文庫 656〉、1930年。
- 『故混馬鹿集』1785年。
  - 「故混馬鹿集」『江戸狂歌本選集 第2巻』（江戸狂歌本選集刊行会 編）東京堂出版、1998年。
- 『狂言鶯蛙集』1785年。
  - 「狂言鶯蛙集」『狂歌狂文集』（国民文庫刊行会 編）国民文庫刊行会、1912年。
  - 「狂言鶯蛙集」『江戸狂歌本選集 第2巻』東京堂出版、1998年。
- 『絵本江戸爵』（朱楽館主人 著、蔦唐丸 編、喜多川歌麿 画）耕雲堂蔦屋重三郎、1786年。
- 『狂歌大体』（朱楽菅江 編）写、1791年。
- 『秘稿最破礼』（宮田正信 編）太平書屋、1992年。